# 菊峰站
菊峰站（朝鲜语：국봉역；）曾为朝鲜铁路甕津線上的一个车站，位于黄海南道碧城郡，启用及废止时间不明。